# Орен (Португалія)
Оре́н (порт. Ourém; МФА: [o.ˈɾɐ̃j], Орейн) — муніципалітет і місто в Португалії, в окрузі Сантарен. Розташований у центрально-західній частині країни, на теренах історичної португальської провінції Ештремадура. Належить до Сантаренської діоцезії Католицької церкви в Португалії. Права міського самоврядування має з 1180 року. Поділяється на 13 парафій. За адміністративним поділом, чинним до 1976 року, був складовою провінції Берегова Бейра. Площа муніципалітету — 416,68 км², населення муніципалітету — 45932 ос. (2011); густота населення — 110,23 осіб/км²
. Патрон — Діва Марія. Святковий день муніципалітету — 20 червня. Поштовий індекс — 2490.  Код місцевої адміністративної одиниці — 1421. Складова статистичного регіону Центр.

## Географія
Орен розташований на заході Португалії, на північному заході округу Сантарен.
Орен межує на півночі з муніципалітетом Помбал, на північному сході — з муніципалітетом Алвайазере, на сході — з муніципалітетами Феррейра-ду-Зезере і Томар, на південному сході — з муніципалітетом Торреш-Новаш, на південному заході — з муніципалітетом Алканена, на заході — з муніципалітетами Баталя і Лейрія.

## Історія
1180 року португальський король Афонсу І надав Орену форал, яким визнав за поселенням статус містечка та муніципальні самоврядні права.

## Населення
| Кількість мешканців | Кількість мешканців | Кількість мешканців | Кількість мешканців | Кількість мешканців | Кількість мешканців | Кількість мешканців | Кількість мешканців | Кількість мешканців | Кількість мешканців | Кількість мешканців | Кількість мешканців | Кількість мешканців | Кількість мешканців | Кількість мешканців | Кількість мешканців |
| ------------------- | ------------------- | ------------------- | ------------------- | ------------------- | ------------------- | ------------------- | ------------------- | ------------------- | ------------------- | ------------------- | ------------------- | ------------------- | ------------------- | ------------------- | ------------------- |
| 1864                | 1878                | 1890                | 1900                | 1911                | 1920                | 1930                | 1940                | 1950                | 1960                | 1970                | 1981                | 1991                | 2001                | 2011                |                     |
| 17 392              | 19 943              | 22 460              | 25 726              | 29 586              | 31 269              | 34 534              | 40 750              | 46 326              | 47 511              | 42 745              | 41 376              | 40 185              | 46 216              | 45 932              |                     |